# Gare de Saint-Gilles
Gare de Saint-Gilles – przystanek kolejowy w miejscowości Wintzenheim, w departamencie Górny Ren, w regionie Grand Est, we Francji. Jest zarządzana przez SNCF i obsługiwana przez pociągi TER Grand Est.

## Położenie
Znajduje się na linii Colmar – Metzeral, na km 8,345 między stacjami Turckheim i Walbach-La-Forge, na wysokości 237 m n.p.m.

## Linie kolejowe
- Linia Colmar – Metzeral